# Yuri Kōgen Railway
La Yuri Kōgen Railway (由利高原鉄道?, Yuri Kōgen Tetsudō) è una compagnia ferroviaria giapponese del terzo settore, che gestisce una linea ferroviaria nella prefettura di Akita. La sua sede è nella città di Yurihonjō.

## Storia
L'azienda è stata fondata il 31 ottobre 1984. Nel 1985 rileva la linea Yajima delle Ferrovie Nazionali Giapponesi (JNR), e il 1º ottobre inizia ad operare la linea Chōkai Sanroku.

## Linee ferroviarie
- Linea Chōkai Sanroku (鳥海山ろく線?): Ugo-Honjo - Yashima	(23.0 km, 12 stazioni)

## Materiale rotabile
Dal 2015 l'azienda gestisce due tipi di automotrici diesel:
- Serie YR-2000
- Serie YR-3000

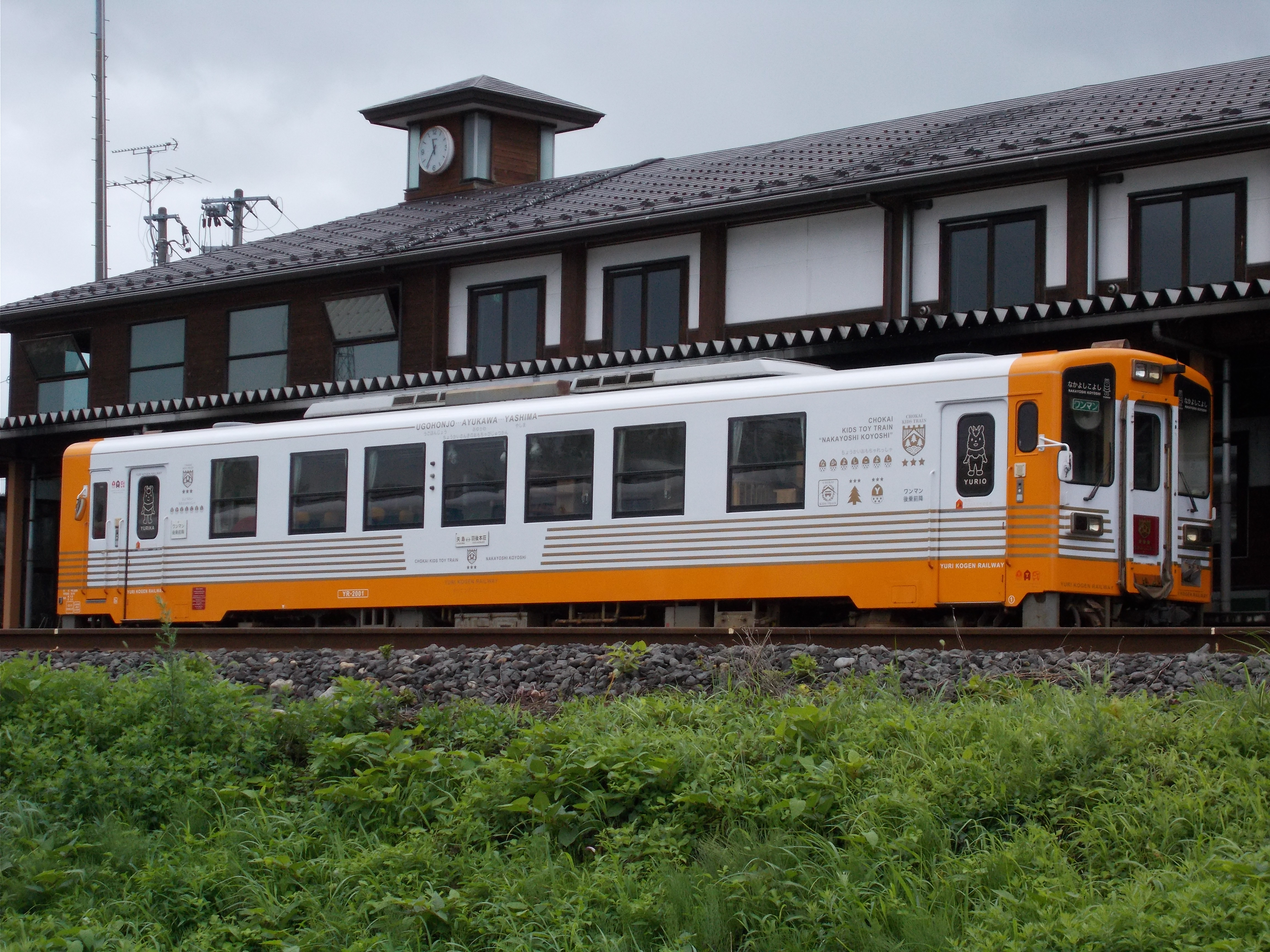
Serie YR-2000 (anno 2001)
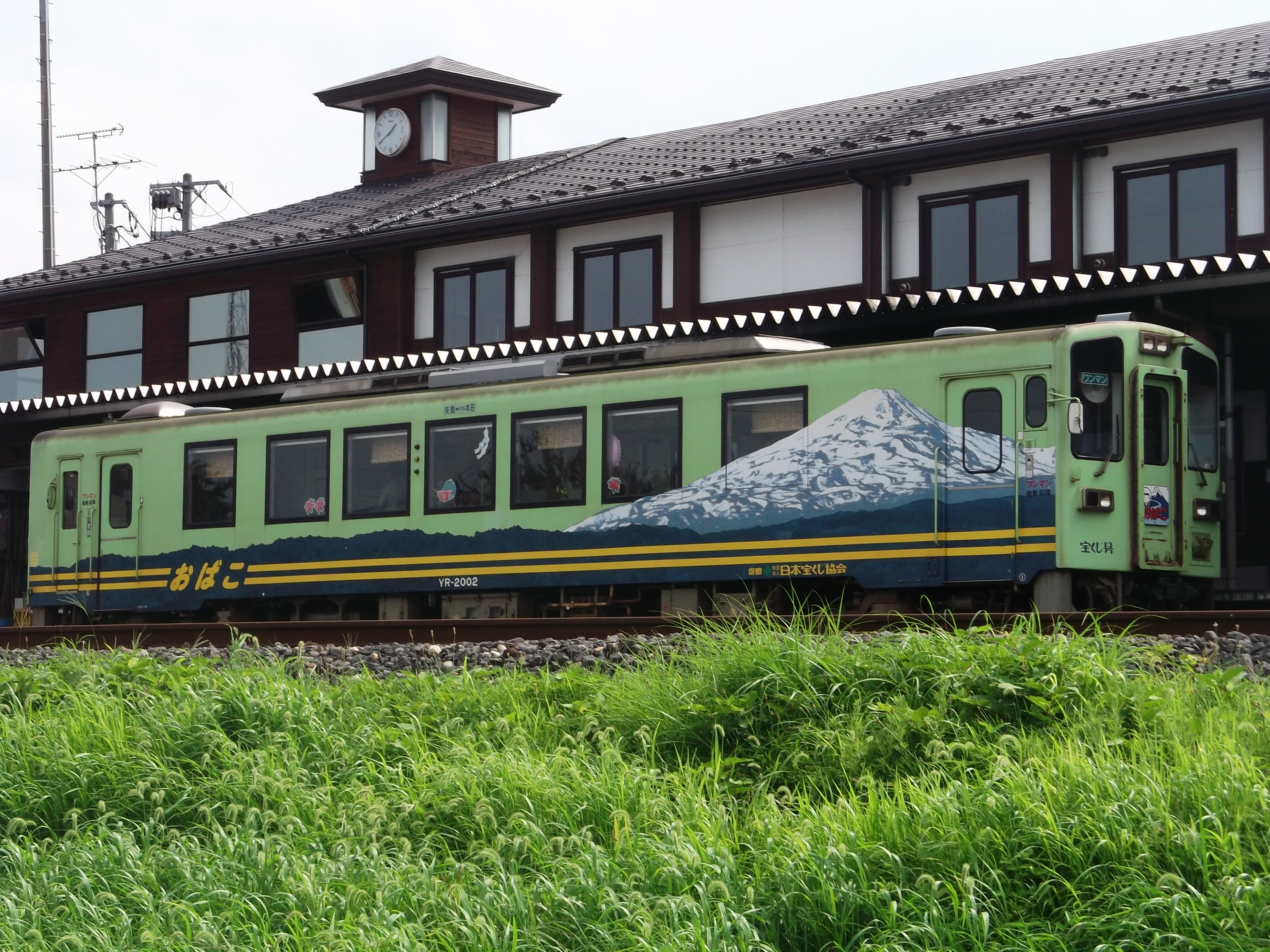
Serie YR-2000 (anno 2002)
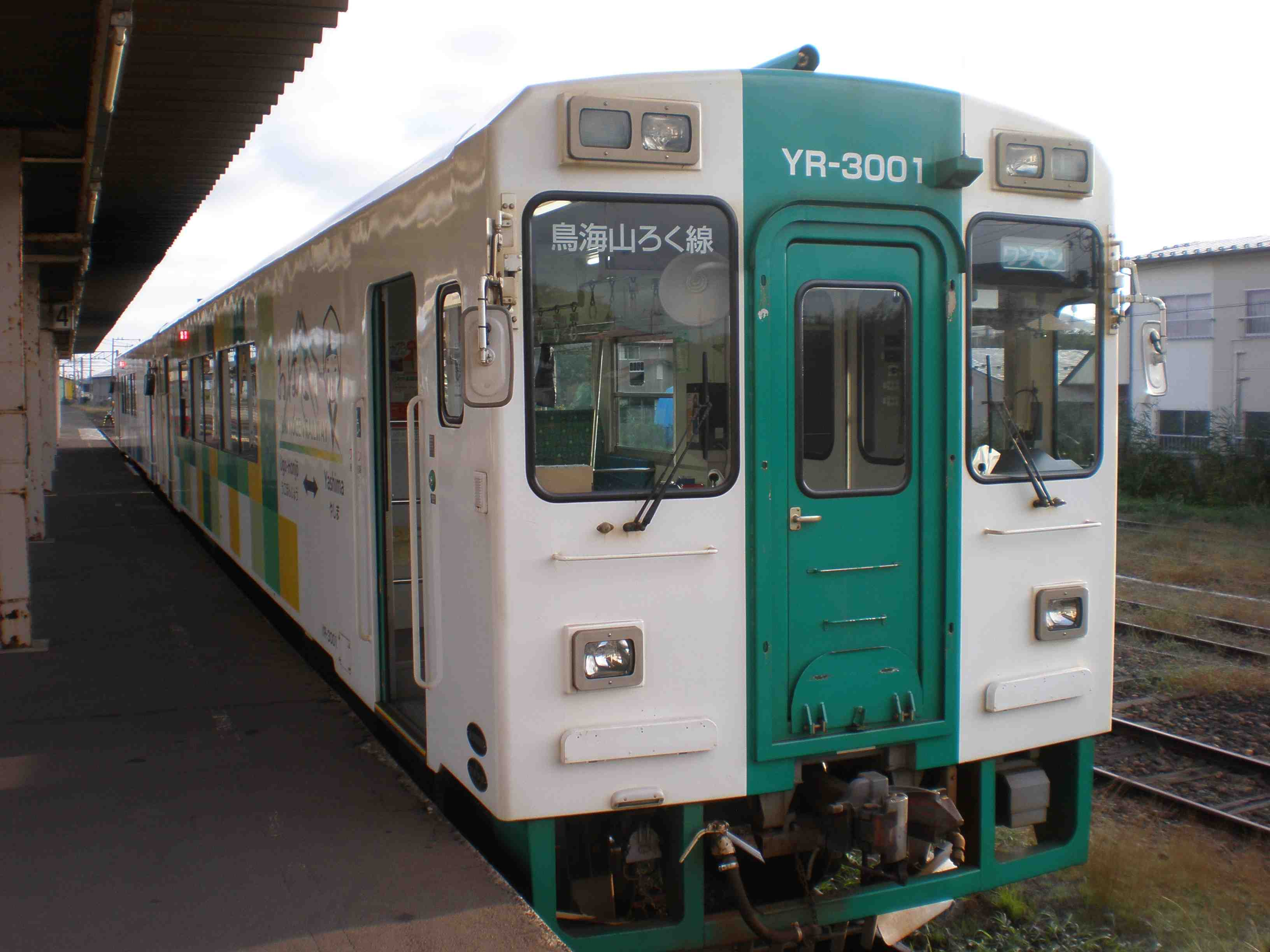
YR-3001
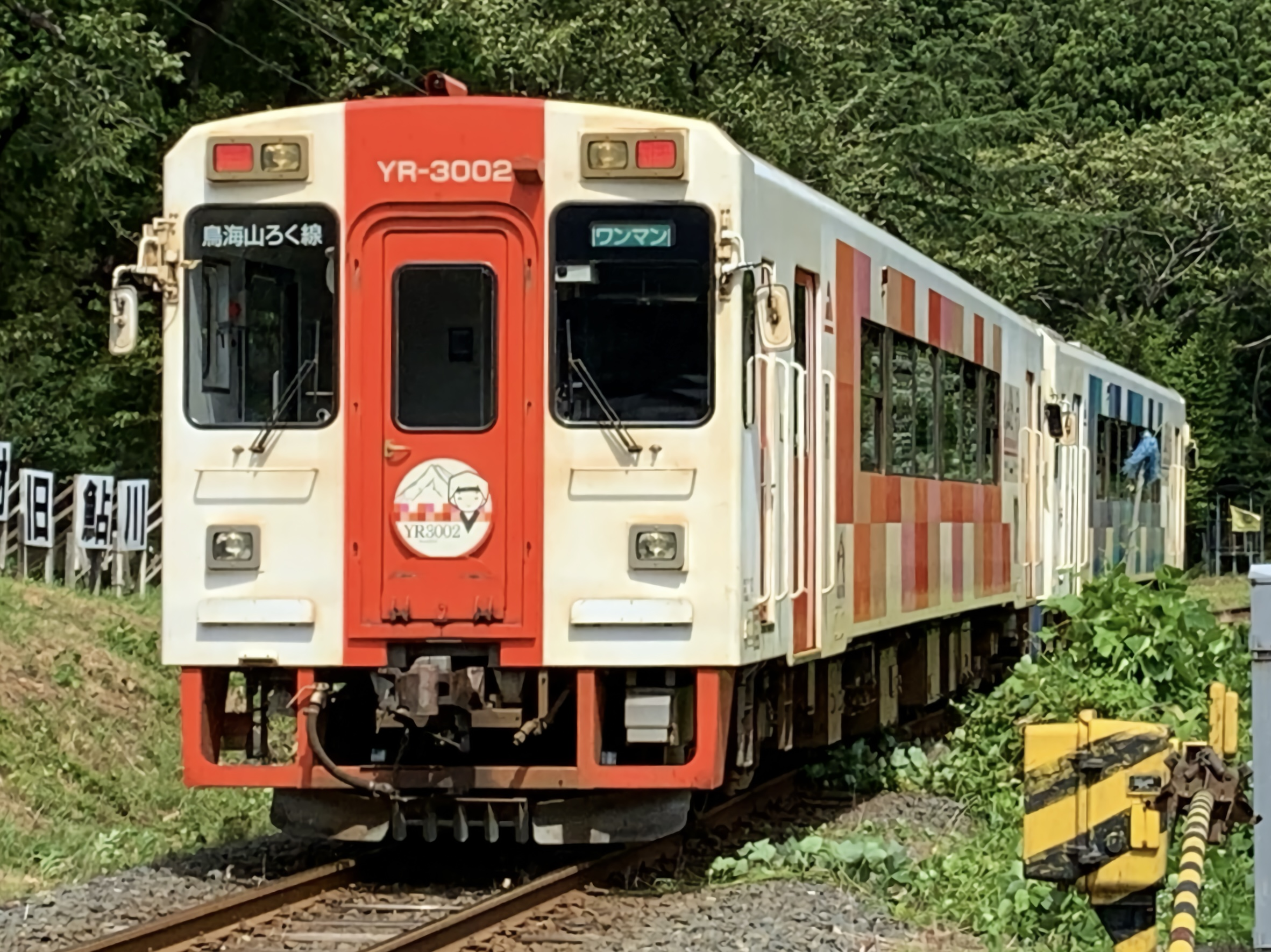
YR-3002
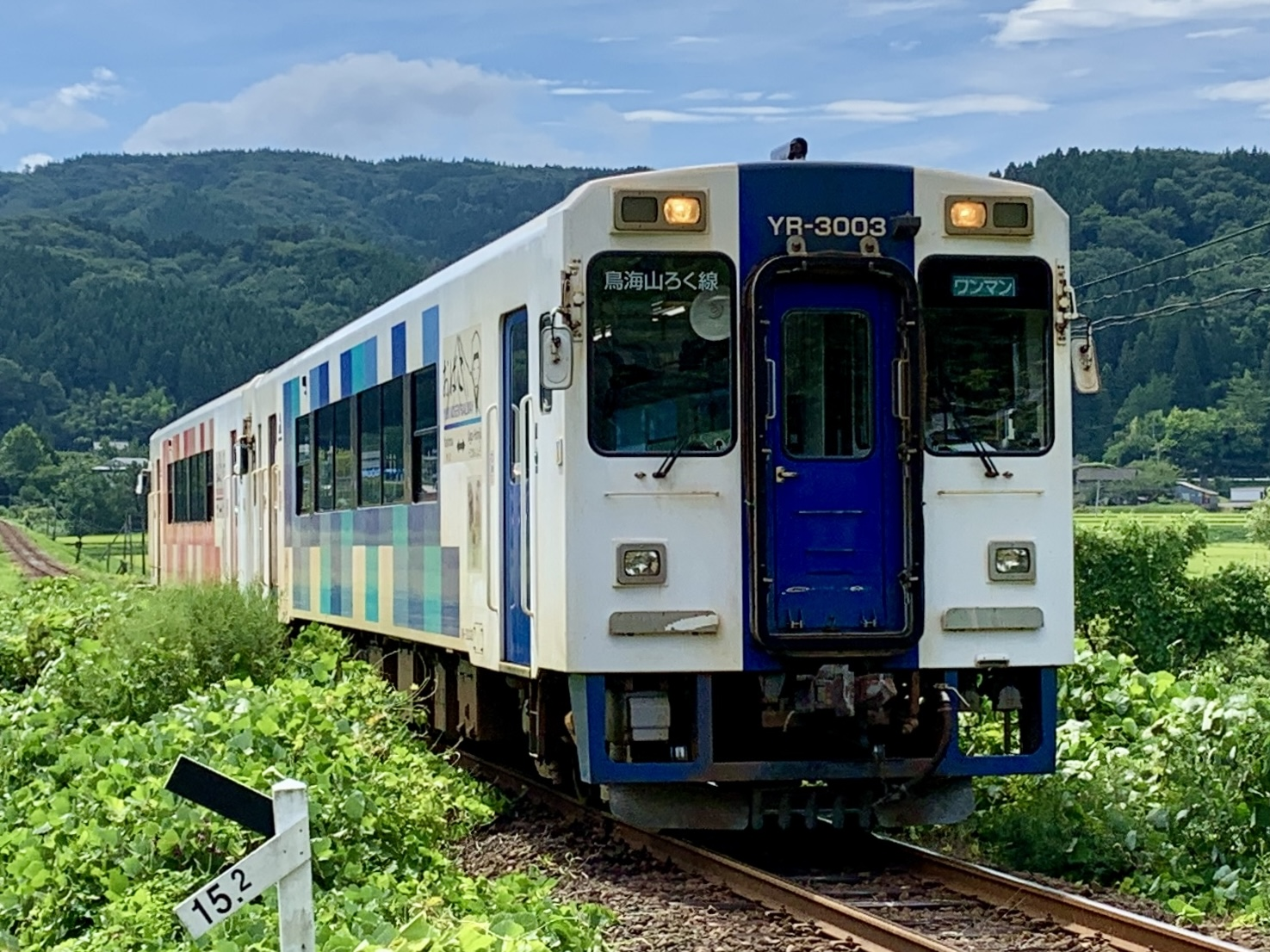
YR-3003